# ハンニバル (1959年の映画)
『ハンニバル』（原題：Annibale / Hannibal）は、1959年制作のイタリアの歴史アクション映画（ソード&サンダル）。
カルタゴの将軍ハンニバルの活躍を第二次ポエニ戦争を背景に描く。ヴィクター・マチュアがハンニバルを演じた。

## あらすじ
カルタゴの将軍ハンニバルの第二次ポエニ戦争における活躍と、ローマ元老院の政務官ファビアス・マシマスの姪シルヴィアとの恋を絡めて描く。

## キャスト
- ハンニバル：ヴィクター・マチュア
- シルヴィア：リタ・ガム
- ファビアス・マシマス：ガブリエーレ・フェルツェッティ
- ダニラ：ミリー・ヴィターレ
- ハスドルバル：リック・バッタリア
- マハルバル：フランコ・シルヴァ
- マゴ：ミルコ・エリス
- ヴァロ：アンドレア・アウレリ
- マリオ・ジロッティ
- カルロ・ペデルソーリ